# Elfriedella flavipilosa
Elfriedella flavipilosa là một loài ruồi trong họ Tachinidae.